# エアーズ・コーポレーション
エアーズ・コーポレーション（英語：Ayres Corporation）は、フレッド・エアーズによって所有されていたジョージア州オールバニを本拠とするアメリカの航空機メーカー。2001年に倒産した。

## 歴史
1977年、エアーズは農業用航空機「S2Rスラッシュコマンダー」を製造していたロックウェル・インターナショナルのジョージア州オールバニ事業所の買収を行う。 なお、これまでエアーズはS2Rスラッシュコマンダーの販売代理店であった。1981年までエアーズは農業用航空機による農薬散布訓練学校の運営も同時に行っている。
買収後、エアーズはターボプロップエンジンを搭載したスラッシュコマンダーの複座バージョンの開発を行い、1989年には南米での麻薬取締活動向けのスラッシュコマンダーの特別仕様機となる「V-1-Aビジランテ」の開発も行っている。
1993年にはイランに対し過給機搭載型となるターボスラッシュ10機の売却を試みるが、アメリカ政府の制裁免除を受けることが出来ず失敗に終わっている。
1996年、フェデラル・エクスプレスからの依頼により、7,500ポンド（約3,400kg）の貨物を空輸するために設計された「エアーズ LM200 ロードマスターの開発が開始された。この貨物機は2,700馬力のLHTEC CTP800-4Tエンジンを採用する計画であった。CTP800-4Tは、TP800エンジン2基によって構成されたツインパック方式となり、ツインパックは個々の出力を変速機を介し合成させ一本の軸に出力する方式となり、先端に取り付けられたハミルトン製5枚羽プロペラを駆動させる単発式のターボプロップ機であり、この開発技術を習得するため、エアーズは1998年9月にチェコ共和国の航空機製造会社であるLETクノヴィツェの買収を行う。しかし2001年に債権が差し押さえられたことでエアーズは破産に追い込まれる結果となり、ロードマスター計画も打ち切られた。
2003年、エアーズの資産はスラッシュ・エアクラフトによって買収された。

## 製品

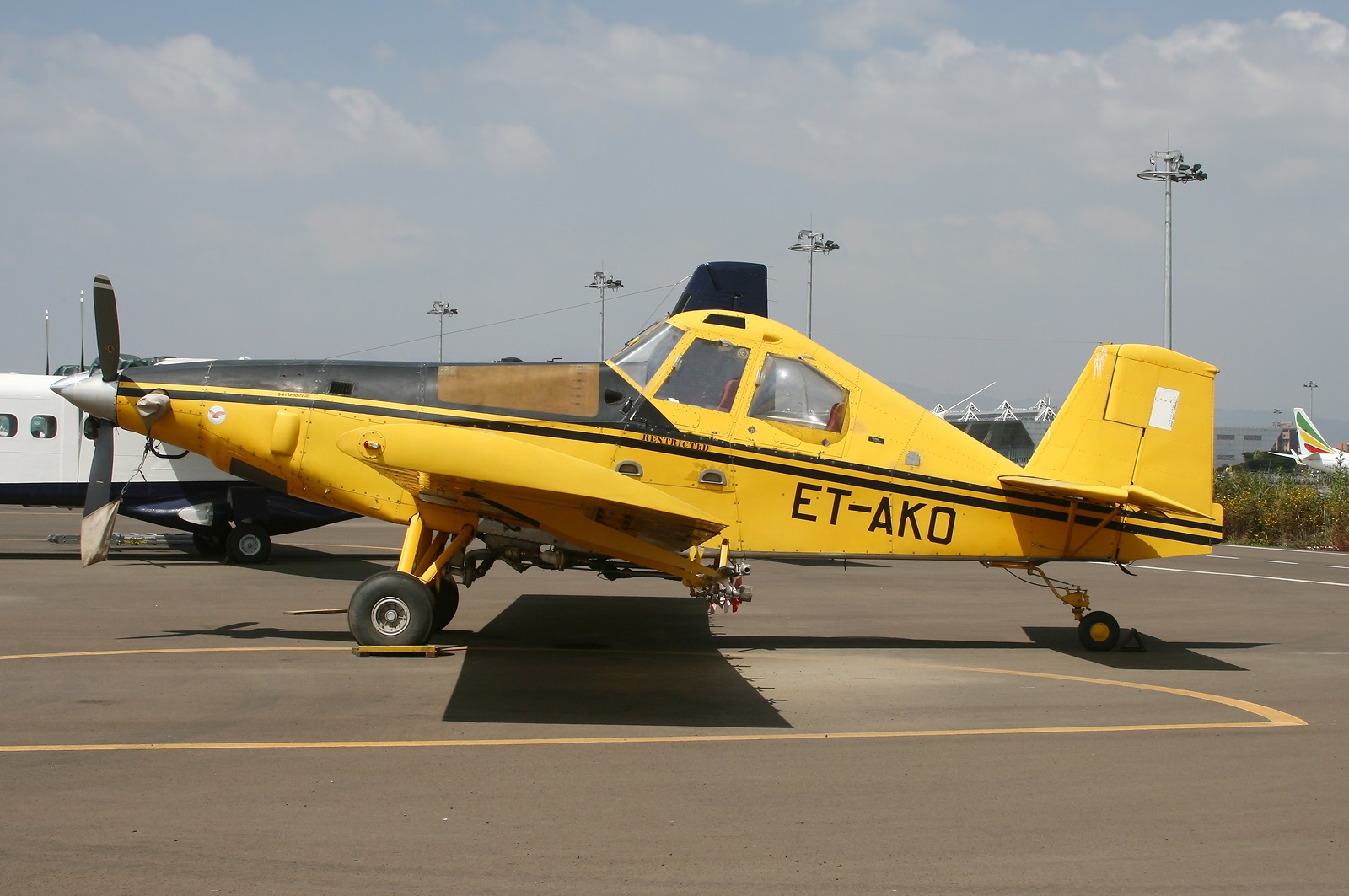
ターボスラッシュ

| 型式名                        | 初飛行年 | 製造機数 | タイプ             |
| ----------------------------- | -------- | -------- | ------------------ |
| Ayres Thrush                  |          |          | 単発式農業用単葉機 |
| エアーズ LM200 ロードマスター | N/A      | 0        | 単発式貨物用単葉機 |